# Moyen-Ogooué
Moyen-Ogooué is een van de negen provincies van Gabon. De provincie heeft een oppervlakte van 18.535 km² en heeft 58.307 inwoners (2005). De hoofdstad is Lambaréné.

## Departementen
Moyen-Ogooué is onderverdeeld in twee departementen (hoofdplaatsen tussen haakjes):
- Abanga-Bigne (Ndjole)
- Ogooue-et-des-Lacs (Lambaréné)

Estuaire · Haut-Ogooué · Moyen-Ogooué · Ngounié · Nyanga · Ogooué-Ivindo · Ogooué-Lolo · Ogooué-Maritime · Woleu-Ntem